# 웃는 사장
《웃는 사장》은 대한민국의 JTBC에서 방송 중인 예능 프로그램이다.

## 기획 의도
요리에 진심인 연예인들이 배달음식 전문점을 오픈, 사장이 되어 매출로 대결하는 배달음식 영업 대결 프로그램

## 진행자
- 이경규
- 박나래
- 강율

## 출연진
이경규 식당
- 남보라
- 오킹

박나래 식당
- 한승연
- 덱스

강율 식당
- 윤현민
- 윤박

## 게스트
- 정지선[1], 유방녕[2], 김관호[3], 김용진[4], 입짧은 햇님[5] (1회)
- 입짧은 햇님[6], 유희관[7] (2회)
- 넉살[8], 강기둥[9] (11회, 12회)

## 시청률
평균 시청률은 1%이었으며, 동시간대인 지상파 방송사들의 일요일 저녁 예능 프로그램에 1박 2일과 미스터리 음악쇼 복면가왕, 런닝맨 등의 밀리지 못한 채, 고전을 면치 못했다.